# Các lý thuyết về sự nghèo đói
Các lý thuyết về nguyên nhân của sự nghèo đói là nền tảng cho các chiến lược xóa đói giảm nghèo.
Trong khi ở các quốc gia phát triển, sự nghèo đói thường bị coi là do một khiếm khuyết về mặt cá nhân hoặc cơ cấu, thì ở các quốc gia đang phát triển, vấn đề đó còn sâu sắc hơn do thiếu quỹ của chính phủ. Một số lý thuyết về sự nghèo đói ở các nước đang phát triển tập trung vào các đặc điểm văn hóa như một yếu tố làm chậm sự tăng trưởng. Các lý thuyết khác tập trung vào các khía cạnh xã hội và chính trị gây ra đói nghèo; nhận thức của người nghèo có tác động đáng kể đến việc thiết kế và thực hiện các chương trình xóa đói giảm nghèo.

## Nguyên nhân đói nghèo ở Hoa Kỳ

### Nghèo đói do khiếm khuyết cá nhân
Khi nói đến vấn đề nghèo đói ở Hoa Kỳ, có hai luồng tư tưởng chính. Luồng tư tưởng phổ biến nhất ở Hoa Kỳ là một người trở nên túng thiếu bởi do những đặc điểm cá nhân . Những đặc điểm này đã khiến người đó thất bại. Các đặc điểm đó bao gồm từ đặc điểm tính cách, chẳng hạn như tính lười biếng, cho đến trình độ học vấn. Bất chấp sự cách biệt này, chúng luôn được coi là khiếm khuyết cá nhân của mỗi người trong việc họ không thoát khỏi được cảnh nghèo. Mô hình suy nghĩ này bắt nguồn từ ý tưởng về chế độ nhân tài và sự cố thủ của nó trong hệ tư tưởng Hoa Kỳ. Chế độ nhân tài, theo Katherine S. Newman là "quan điểm cho rằng những người xứng đáng thì được khen thưởng và những người không gặt hái được phần thưởng thì vô giá trị."  Điều này không có nghĩa là tất cả những người theo chế độ nhân tài đều tin rằng một người trong tình trạng nghèo đói thì đáng phải chịu mức sống thấp. Thay vào đó, những ý tưởng cơ bản về sự khiếm khuyết cá nhân thể hiện trong việc chống lại các chương trình xã hội và kinh tế như chế độ phúc lợi; sự thiếu thành công của một cá nhân trong tình trạng nghèo đói thể hiện sự khiếm khuyết cá nhân và không nên được nhà nước bồi thường (hoặc biện minh).

### Nghèo đói do khiếm khuyết cơ cấu
Rank, Yoon, và Hirschl (2003) đưa ra một lập luận trái ngược với ý kiến cho rằng những khiếm khuyết cá nhân là nguyên nhân của sự nghèo đói. Lập luận được đưa ra là: sự nghèo đói ở Hoa Kỳ là kết quả của "những khiếm khuyết ở cấp độ cấu trúc." Những khiếm khuyết chính về cấu trúc xã hội và kinh tế góp phần nặng nề vào tình trạng nghèo đói ở Hoa Kỳ đã được xác định trong bài viết này. Đầu tiên là khiếm khuyết của thị trường việc làm trong việc cung cấp một số lượng công việc thích hợp trả công đủ để giúp các hộ gia đình thoát nghèo. Ngay cả khi tỷ lệ thất nghiệp thấp, thị trường lao động có thể bị bão hòa với các công việc bán thời gian được trả lương thấp và thiếu phúc lợi (do đó hạn chế về số lượng công việc toàn thời gian và được trả lương cao). Rank, Yoon và Hirschl đã xem xét Bản Khảo sát về Thu nhập và Việc tham gia Các chương trình chuyển giao thu nhập (SIPP), một nghiên cứu dài hạn về việc làm và thu nhập. Sử dụng mức chuẩn nghèo chính thức năm 1999 là 17.029 đô la cho một gia đình bốn người, người ta thấy rằng 9,4% những người làm việc toàn thời gian và 14,9% những người làm việc ít nhất bán thời gian không kiếm đủ tiền hàng năm để giúp họ giữ vững trên mức nghèo đói. 
Một nghiên cứu chỉ ra rằng 29% gia đình ở Hoa Kỳ có thể trải qua sáu tháng hoặc lâu hơn trong giai đoạn khó khăn mà không có thu nhập. Hơn 50% người được hỏi cho biết họ có thể chịu được khoảng hai tháng và 20% khác nói rằng họ không thể sống lâu hơn hai tuần.  Mức lương tối thiểu thấp, kết hợp với công việc bán thời gian không trợ cấp, đã góp phần khiến thị trường lao động không thể tạo ra đủ việc làm có thể giúp một gia đình thoát nghèo là một ví dụ về sự khiếm khuyết cơ cấu kinh tế. 
Rank, Yoon và Hirschl chỉ ra rằng số lượng rất nhỏ các mạng lưới an sinh xã hội được tìm thấy ở Hoa Kỳ là một khiếm khuyết về mặt cấu trúc xã hội và là nguyên nhân chính gây ra đói nghèo ở Hoa Kỳ. Các quốc gia công nghiệp phát triển khác đã dành nhiều nguồn lực hơn Hoa Kỳ để hỗ trợ cho người nghèo. Kết quả của sự cách biệt này là vấn đề nghèo đói đã sụt giảm ở các quốc gia quan tâm hơn đến các biện pháp và chương trình giảm nghèo. Rank và cộng sự đã sử dụng bảng để làm rõ cho điều này. Bảng đó cho thấy, vào năm 1994, tỷ lệ nghèo đói thực tế (tỷ lệ không có sự can thiệp của chính phủ) ở Hoa Kỳ là 29%. Khi so sánh với tỷ lệ thực tế ở Canada (29%), Phần Lan (33%), Pháp (39%), Đức (29%), Hà Lan (30%), Na Uy (27%), Thụy Điển (36%) và Vương quốc Anh (38%), tỷ lệ ở Hoa Kỳ được coi là thấp. Nhưng khi các biện pháp và chương trình của chính phủ được đưa vào, tỷ lệ giảm nghèo ở Hoa Kỳ lại không cao (38%). Ngoài phạm vi Hoa Kỳ, Canada và Vương quốc Anh là những nước có tỷ lệ giảm nghèo thấp nhất với con số 66%, trong khi Thụy Điển, Phần Lan và Na Uy lại có tỷ lệ giảm nghèo lớn hơn 80%. 
Ngoài ra, các luật về trách nhiệm đạo hiếu thường không được thực thi, dẫn đến việc cha mẹ của những đứa con trưởng thành sẽ nghèo khó hơn so với trường hợp ngược lại.

## Nguyên nhân đói nghèo ở các nước đang phát triển

### Nghèo đói do đặc điểm văn hóa
Sự phát triển đóng một vai trò cốt lõi đối với việc xóa đói giảm nghèo ở các nước thuộc thế giới thứ ba. Một số tác giả cho rằng bản thân tư duy quốc gia đóng một phần trong khả năng phát triển của một nước và do đó, giúp giảm nghèo. Mariano Grondona (2000) nêu ra hai mươi "yếu tố văn hóa", tùy thuộc vào quan điểm của mỗi nền văn hóa, có thể coi là những chỉ số đánh giá môi trường văn hóa đó thuận lợi hay chống lại sự phát triển. Cũng từ đó, Lawrence E. Harrison (2000) đã xác định ra mười "giá trị", giống với các yếu tố của Grondona, có thể biểu thị môi trường phát triển của một quốc gia. Cuối cùng, Stace Lindsay (2000) đã tuyên bố rằng sự khác biệt giữa các quốc gia thuận lợi để phát triển và chống lại sự phát triển là do các mô hình tinh thần (giống như các giá trị, ảnh hưởng đến các quyết định của con người). Mô hình tinh thần cũng được coi như sự sáng tạo văn hóa. Grondona, Harrison và Lindsay đều cảm thấy rằng nếu không có các giá trị và tư duy định hướng phát triển, các quốc gia sẽ gặp khó khăn nếu không muốn nói là không thể phát triển một cách hiệu quả, và một số loại thay đổi văn hóa là cần thiết ở các quốc gia này nếu muốn giảm nghèo.
Trong cuốn "Mô hình văn hóa phát triển kinh tế", từ cuốn Các vấn đề văn hóa, Mariano Grondona đã khẳng định rằng sự phát triển là vấn đề của các quyết định. Những quyết định này, cho dù chúng có thuận lợi cho sự phát triển kinh tế hay không, đều được thực hiện trong bối cảnh văn hóa. Tất cả các giá trị văn hóa được xem xét cùng nhau để tạo nên “hệ thống giá trị”. Các hệ thống này ảnh hưởng rất nhiều đến cách đưa ra quyết định cũng như phản ứng và kết quả của các quyết định đã nêu. Trong cùng một cuốn sách, chương của Stace Lindsay khẳng định rằng những quyết định mà các cá nhân đưa ra là kết quả của mô hình tinh thần. Những mô hình tinh thần này ảnh hưởng đến tất cả các khía cạnh hành động của con người. Giống như các hệ thống giá trị của Grondona, những mô hình tinh thần này quy định lập trường của các quốc gia đối với sự phát triển và do đó có khả năng đối phó với đói nghèo.
Grondona trình bày hai hệ thống giá trị lý tưởng (mô hình tinh thần), một trong số đó chỉ có các giá trị thuận lợi cho sự phát triển, hệ thống còn lại chỉ có các giá trị chống lại sự phát triển. Hệ thống giá trị thực dao động và rơi vào đâu đó giữa hai cực, nhưng các nước phát triển có xu hướng chụm lại gần một đầu, trong khi các nước chưa phát triển thì chụm lại gần đầu kia. Grondona tiếp tục xác định hai mươi yếu tố văn hóa mà hai hệ thống giá trị đối lập nhau. Những yếu tố này bao gồm những thứ như tôn giáo chính; vai trò của cá nhân trong xã hội; giá trị của công việc; khái niệm về sự giàu có, cạnh tranh, công bằng và thời gian; và vai trò của giáo dục. Trong cuốn "Thúc đẩy thay đổi văn hóa tiến bộ", cũng từ Các vấn đề văn hóa, Lawrence E. Harrison đã xác định các giá trị, giống như các yếu tố của Grondona, khác biệt giữa văn hóa "lũy tiến" và văn hóa "tĩnh". Tôn giáo, giá trị của công việc, công bằng tổng thể và định hướng thời gian được đưa vào danh sách của ông, nhưng Harrison cũng bổ sung rằng tính tiết kiệm và cộng đồng cũng là những yếu tố quan trọng.
Stace Lindsay cũng trình bày "khuôn mẫu tư tưởng" khác nhau giữa các quốc gia đứng ở hai cực đối lập của quy mô phát triển. Lindsay tập trung nhiều hơn vào các khía cạnh kinh tế như hình thức mà vốn tập trung và đặc điểm thị trường. Những chủ đề chính xuất hiện từ các danh sách này như đặc trưng của các nền văn hóa phát triển là: niềm tin vào người với sự bồi dưỡng sức mạnh cá nhân; khả năng suy nghĩ tự do trong một môi trường cởi mở, an toàn; tầm quan trọng của việc đặt câu hỏi/ đổi mới; luật pháp là tối cao và nắm giữ quyền lực; khung thời gian định hướng trong tương lai với trọng tâm là các mục tiêu thiết thực, có thể đạt được; chế độ nhân tài; một tư duy tự chủ trong thế giới rộng lớn hơn; tinh thần làm việc mạnh mẽ được đánh giá cao và khen thưởng; trọng tâm kinh tế vi mô; và một giá trị phi kinh tế, nhưng không phản kinh tế, điều mà mọi người luôn mong muốn. Đặc điểm của hệ thống giá trị phi phát triển lý tưởng là: đàn áp cá nhân thông qua việc kiểm soát thông tin và kiểm duyệt; định hướng thời gian hiện tại/ quá khứ với sự nhấn mạnh vào các mục tiêu lớn, thường không thể đạt được; trọng tâm kinh tế vĩ mô; tiếp cận với các nhà lãnh đạo dẫn đến những vụ tham nhũng dễ dàng hơn và lớn hơn; phân phối luật pháp và công lý không ổn định (gia đình và các mối quan hệ của nó là quan trọng nhất); và một tư duy thụ động trong thế giới rộng lớn hơn.
Grondona, Harrison và Lindsay đều cảm thấy rằng ít nhất một số khía cạnh của các nền văn hóa chống lại sự phát triển cần phải thay đổi để cho phép các quốc gia kém phát triển (và các dân tộc thiểu số văn hóa trong các quốc gia phát triển) phát triển một cách hiệu quả. Theo lập luận của họ, sự nghèo đói được thúc đẩy bởi các đặc điểm văn hóa của các quốc gia kém phát triển, và để kiểm soát được tình trạng nghèo đói, các quốc gia nói trên phải đi xuống trên con đường phát triển.

### Nghèo đói do danh hiệu
Các nhà lý thuyết khác nhau tin rằng cách thức tiếp cận, xác định và suy nghĩ về nghèo đói đóng một vai trò trong sự tồn tại của nó. Maia Green (2006) giải thích rằng văn học phát triển hiện đại có xu hướng coi nghèo đói như một cơ quan được lấp đầy. Khi đói nghèo được quy định bởi cơ quan, nó trở thành một thứ xảy ra với mọi người. Nghèo đói cuốn con người vào bản thân nó và con người thì theo đó trở thành một phần của nghèo đói, không còn những đặc điểm con người của họ. Theo Green, nghèo đói được xem như một đối tượng mà tất cả các mối quan hệ xã hội (và những người có liên quan) bị che khuất. Các vấn đề như khiếm khuyết cơ cấu (xem phần trước), bất bình đẳng được thể chế hóa, hoặc tham nhũng có thể nằm ở trung tâm của sự nghèo đói của một khu vực, nhưng những vấn đề này bị che khuất bởi những tuyên bố chung về nghèo đói. Arjun Appadurai viết về "các điều khoản công nhận" (rút ra từ 'các điểm công nhận' của Charles Taylor), được trao cho người nghèo và là thứ cho phép sự nghèo đói diễn ra dưới hình thức tự trị tổng quát hóa này.  Các thuật ngữ này được "trao" cho người nghèo vì người nghèo thiếu vốn xã hội và kinh tế, do đó có rất ít hoặc không có sự ảnh hưởng nào đến cách họ được miêu tả và/ hoặc nhận thức trong cộng đồng lớn hơn. Hơn nữa, thuật ngữ "nghèo đói" thường được sử dụng trong một vấn đề tổng quát. Điều này càng khiến người nghèo không xác định được hoàn cảnh của họ vì tính bao quát của thuật ngữ này bao hàm những khác biệt về lịch sử và nguyên nhân của bất bình đẳng địa phương. Các giải pháp hoặc kế hoạch giảm nghèo thường không thành công vì bối cảnh nghèo đói của một vùng bị xóa bỏ và các điều kiện của địa phương không được xem xét.
Những cách thức cụ thể mà người trong hoàn cảnh nghèo đói được nhìn nhận đã định hình họ theo một khía cạnh tiêu cực. Trong văn học phát triển, nghèo đói trở thành thứ cần phải xóa bỏ hoặc đương đầu.  Nó luôn được miêu tả là một vấn đề cần được khắc phục. Khi cái nhìn tiêu cực về nghèo đói (như một đối tượng sống động) được nuôi dưỡng, nó thường có thể dẫn đến sự tiêu cực mở rộng cho những người đang trải qua nó. Điều này có thể dẫn đến những biện minh cho sự bất bình đẳng thông qua ý tưởng rằng những người nghèo xứng đáng phải chịu. Theo Appadurai, ngay cả khi các khuôn mẫu tư tưởng không đi xa đến mức biện minh, thì theo Appadurai, sự tiêu cực ở nạn đói nghèo vẫn có thể đảm bảo rằng sẽ có ít thay đổi trong các chính sách tái phân phối. 

### Nghèo đói do hạn chế cơ hội
Môi trường nghèo đói với những điều kiện không ổn định và thiếu nguồn vốn (cả xã hội và kinh tế) đã cùng nhau tạo nên đặc điểm dễ bị tổn thương của sự nghèo đói.  Bởi vì cuộc sống hàng ngày của một người nằm trong môi trường của người đó mà môi trường của một người là yếu tố xác định các quyết định và hành động hàng ngày dựa trên những gì hiện có và không có. Dipkanar Chakravarti lập luận rằng thói quen hàng ngày của người nghèo trong việc điều hướng thế giới nghèo đói tạo ra sự thông thạo trong môi trường nghèo đói nhưng gần như mù mờ trong môi trường của xã hội lớn hơn. Do đó, khi một người nghèo tham gia vào các giao dịch và tương tác với chuẩn mực xã hội, sự hiểu biết của người đó về nó bị hạn chế, và do đó các quyết định trở nên hiệu quả nhất là ở trong môi trường nghèo đói. Thông qua đó, một loại chu kỳ được sinh ra trong đó "các khía cạnh của nghèo đói không chỉ đơn thuần là cộng thêm, mà đang tương tác và củng cố trong tự nhiên." 
Theo Arjun Appadurai (2004), mấu chốt của môi trường nghèo đói, nguyên nhân khiến người nghèo tham gia vào chu kỳ này, là do người nghèo thiếu năng lực. Ý tưởng của Appardurai về năng lực liên quan đến ý tưởng của Albert Hirschman về "sự bày tỏ" và "sự rời bỏ", là những cách mà mọi người có thể từ chối các khía cạnh của môi trường của họ; bày tỏ sự không hài lòng và hướng đến sự thay đổi hoặc rời bỏ khía cạnh môi trường đã nói.  Do đó, một người nghèo không có đủ sự bày tỏ và sự rời bỏ (khả năng) để họ có thể thay đổi vị trí của mình. Appadurai đặc biệt đề cập đến khả năng khao khát và vai trò của nó trong việc tiếp tục sự nghèo đói và môi trường của nó. Khát vọng được hình thành thông qua đời sống xã hội và các tác động qua lại của nó. Như vậy, có thể nói, nguyện vọng của một người chịu ảnh hưởng của môi trường sống. Appadurai tuyên bố rằng ai càng khá giả thì càng có nhiều cơ hội để không chỉ đạt được nguyện vọng mà còn có thể nhìn thấy những con đường dẫn đến việc thực hiện nguyện vọng. Bằng cách tích cực thực hành việc sử dụng khả năng khát vọng của họ, tầng lớp ưu tú không chỉ mở rộng chân trời khát vọng của họ mà còn củng cố khả năng đạt được nguyện vọng của họ bằng cách học những con đường dễ dàng và hiệu quả nhất thông qua thực hành nói trên. Mặt khác, chân trời khát vọng của người nghèo gần hơn và kém vững chắc hơn so với tầng lớp thượng lưu.
Do đó, năng lực để khao khát đòi hỏi phải được thực hành, và như Chakravarti lập luận, khi một năng lực (hoặc quá trình ra quyết định) không được rèn luyện thông qua thực hành, nó sẽ chùn bước và thường dẫn đến thất bại. Cuộc sống nghèo đói không ổn định thường hạn chế mức độ khát vọng của người nghèo ở những mức cần thiết (chẳng hạn như có thức ăn để nuôi gia đình) và rồi nó lại củng cố mức độ khát vọng thấp hơn (một người bận học, thay vì tìm cách kiếm đủ thức ăn, sẽ không tồn tại lâu trong môi trường nghèo đói). Bởi vì khả năng khao khát (hoặc thiếu năng lực) củng cố và duy trì chu kỳ nghèo đói, Appadurai tuyên bố rằng việc mở rộng chân trời khát vọng của người nghèo sẽ giúp người nghèo tìm thấy cả sự bày tỏ và sự rời bỏ. Các cách thực hiện điều này bao gồm thay đổi các điều khoản công nhận (xem phần trước) và/ hoặc tạo ra các chương trình cung cấp cho người nghèo một sân chơi để thực hành năng lực. Ví dụ về một lĩnh vực như vậy có thể là một dự án phát triển nhà ở được xây dựng cho người nghèo, bởi người nghèo. Thông qua đó, người nghèo không chỉ thể hiện khả năng của mình mà còn có thể thực hành giao dịch với các cơ quan chính phủ và xã hội nói chung. Thông qua các dự án hợp tác, người nghèo có thể mở rộng mức độ khát vọng của họ trên và ngoài bữa ăn ngày mai để trau dồi kỹ năng và thâm nhập vào thị trường lớn hơn. 

## Trích dẫn
1. ↑  Rank, Yoon & Hirschl 2003, pp. 3–29.
2. ↑  Newman 1999, p. 16.
3. ↑  Rank, Yoon & Hirschl 2003, p. 4.
4. ↑  Rank, Yoon & Hirschl 2003, p. 12.
5. ↑  Hacker, Jacob S.; Rehm, Philipp; Schlesinger, Mark (2013-03-01). "The Insecure American: Economic Experiences, Financial Worries, and Policy Attitudes". Perspectives on Politics. 11 (1): 23–49. doi:10.1017/S1537592712003647. ISSN 1541-0986. S2CID 154578545.
6. ↑  Rank, Yoon & Hirschl 2003, pp. 3–29.
7. ↑  Rank, Yoon & Hirschl 2003, p. 15.
8. ↑  All percentages taken from Rank, Yoon & Hirschl 2003, p. 17.
9. ↑  Green 2006, p. 66.
10. ↑  Green 2006, pp. 1108–1129.
11. ↑  Appadurai 2004, p. 66.
12. ↑  Chakravarti 2006, pp. 363–376.
13. ↑  Chakravarti 2006, p. 365.
14. ↑  Appadurai 2004, p. 63.
15. ↑  Appadurai 2004, pp. 59–84.